# Teresa Szprengier-Juszkiewicz
Teresa Maria Szprengier-Juszkiewicz (ur. 24 kwietnia 1945 w Zamościu) – polska farmaceutka, profesor nauk weterynaryjnych.

## Życiorys[2]
Tytuł magistra farmacji uzyskała w 1968 na Akademii Medycznej w Lublinie i rozpoczęła pracę w Zakładzie Farmakologii i Toksykologii Państwowego Instytutu Weterynaryjnego. Stopień doktora uzyskała w 1976 roku na swojej macierzystej uczelni, a habilitację w 1995 roku po przedłożeniu rozprawy habilitacyjnej na Akademii Medycznej w Warszawie. Tytuł profesora uzyskała w 2010. Wypromowała 3 doktorów. W 2005 roku została odznaczona Złotym Krzyżem Zasługi za wzorowe, wyjątkowo sumienne wykonywanie obowiązków wynikających z pracy zawodowej.

## Życie prywatne
Jej mężem był prof. Teodor Juszkiewicz, polski toksykolog.